# 丁窈窕
丁窈窕（1927年12月21日—1956年7月24日），臺灣臺南人，曾任職於臺南郵局，白色恐怖受難者，被中華民國政府處決時遺留三歲幼女。

## 生平
丁窈窕在1927年出生於臺南市，在家中排行第四，有兩位姊姊，兄弟姊妹共十人。
1945年，她在畢業於臺南第二高等女學校第廿一屆後，任職於中華民國交通部郵政總局臺南郵局。
1951年，郭振純幫忙葉廷珪參選臺南市長時認識丁窈窕，兩人因志趣相投相戀，但郭男考慮參與社會運動會彼此拖累，而解除婚約，丁女另嫁他人。

### 臺南市委會郵電支部案
1954年發生臺南市委會郵電支部案，因特務以吳麗水為案首，故又稱「吳麗水案」，共逮捕51人，14人被判刑。吳麗水被刑求不過，於是供出之前燒毀檢舉信一事。此案中，丁窈窕被控受錢靜芝指示，發展「匪黨外圍組織之青年民主協進會」，並且受命成立臺南郵電支部（由省工委臺南市工作委員會朱某領導），由吳麗水擔任書記，丁窈窕和雷水湶分任組織及宣傳小組長。施水環則被指控參加該協進會和介紹兩名「匪犯」與丁窈窕聯絡。
此案被認為是虛構組織案件，因為當局從蔡孝乾、錢靜芝到台南市工委會一路破獲下來都沒有發現有郵電支部組織的描述，僅以普通職員吳麗水的供詞認定有此組織，上線領導者也僅以「朱某」兩字帶過。且被宣稱是支部「宣傳小組長」的雷水湶，根本否認有這個支部。
據同案受刑者雷水湶口述，此案緣由是丁窈窕的好友施水環遇到一名男子王溪清的熱烈追求；但是，施水環聽從丁窈窕建議與王溪清保持距離，王溪清因而心生憤恨，又於丁窈窕桌上見到禁書，便寄送檢舉信至臺灣省保安司令部以告發其為匪諜，但四、五封信都為丁窈窕同事吳麗水攔截燒毀。

### 受刑

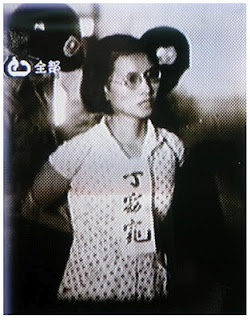
槍決前的丁窈窕，時年28歲

在白色恐怖時期《戡亂時期檢肅匪諜條例》第14條規定對因匪諜案沒收之財產，承辦人員可得獎金，造成當時冤案、錯案、假案的受害人無以計數。後因警總在裁撤時大量銷毀檔案，讓當時因獎金而發生的冤枉案有多少，加害人是誰，都難以考究。
丁窈窕被判刑已身懷六甲，入獄不久臨盆，生下一女，另一說於幼女8個月大時遭逮捕訊問。1953年，郭振純因叛亂罪被捕，之後關在臺灣省保安司令部等候判刑時，巧遇正抱著嬰兒去醫務室打針的丁窈窕。郭振純以刮鬍刀片割傷自己以藉機到醫務室，丁窈窕告說她自己已死罪難逃，明天會留言在一個新樂園香菸盒，丟在放風場邊的樹下，要他去撿。隔天，郭振純果然發現了丁窈窕預先放置的香菸盒，裡頭寫訣別的話以及一撮頭髮。
丁窈窕囚禁於青島東路三號（今喜來登大飯店）保安司令部軍法處。施水環和丁窈窕都被分配到所內設置的縫衣廠工作，當時有些女性政治犯倉促被捕時，連年幼無辜的幼童也只好一起帶進來，警總軍法處為此還特設托兒所。她女兒長於女子監獄，由於每次監獄臨時唱名「某某某，出來」後即逕押赴刑場，因此小女孩也知道什麼是「槍斃」。
1956年7月22日，施水環在給姊姊的信中寫：「上次要求一件花洋布是想要做送給一個小孩子的，所以要比較可愛的花樣，下次如有了，再請給我寄二碼來好嗎？」
兩日後，也就是7月24日，丁窈窕正在做衣服，她的女兒和其他孩子在一旁嬉戲。一個女性獄官來找丁窈窕：「你有特別接見。」丁窈窕以為有人來訪，就抱起女兒走向大廳。一到門口，獄方就把丁窈窕雙手反翦並上手銬，她女兒就抱住媽媽，回頭對所有在場的受刑人說：「我媽媽不是壞人，你們不要槍斃她。」眾人都把頭給低下來。獄方要把丁窈窕帶走的時候，小女孩跳上媽媽的背上用手緊緊抱住，依然對所有人大喊：「我媽媽不是壞人，你們不要槍斃她。」小女孩手被獄方又打開來，沒離開還咬住她媽媽的衣服，大叫：「我媽媽不是壞人！」獄方於是就把小女孩的腳往外一折、往後一拉，抓頭強行拉開，連小女生部分頭髮，都被扯下來。小女孩的母親終究被拖出去槍決。
同日槍決者尚有丁窈窕的好友施水環。
根據因「臺中地區工委會張伯哲等人案」判十二年的女犯張常美回憶，當時小女孩哭個不停，哭到抱回來時，下氣不接上氣，誰抱她都一直哭，後來才找丁窈窕丈夫帶走。她丈夫也差一點發瘋。

### 身後
後來，1975年實施大赦，郭振純得到特赦減刑釋放，才得知丁窈窕是在1956年7月24日被槍決身亡，他想起丁女自己曾說在南女時是她人生最快樂的日子，因此他在1979年離開臺灣前往瓜地馬拉前，將丁女頭髮用紙袋裝好，埋在臺南女中操場邊的一棵金龜樹下。但他埋的校址為一高女所在地，非丁窈窕學生度過的校園。數年之後蔣中正銅像被豎立在與金龜樹遙遙相對的南側花園，上面銘刻「永懷德澤」。
此金龜樹日後被稱為「人權樹」、「丁窈窕樹」，在2015年8月因颱風蘇迪勒而倒塌。此事引起中華民國文化部關注表示願意補助經費，國家人權博物館籌備處主動緊急辦理搶救該樹，經卓予修枝後已在原址扶正。
陳銘城曾在休士頓臺灣同鄉會演講臺灣白色恐怖歷史，講了丁窈窕的故事，會後一位當時已八十多歲的老婦人走來告訴說她是丁窈窕的二姐，是她去領回三妹槍決後的屍體。她還曾去問觀落陰，結果只聽說：「她像隻鳥，被槍打得粉碎般。」
2005年，甘耀明從鹿窟基地案受難者李石城處得知丁窈窕母女的故事後，感到傷悲，因而影射在其2009年小說《殺鬼》裡面。2014年2月28日，臺南女中南蠻社在成功大學南榕廣場演出一齣丁窈窕生平遭遇的行動劇。2015年公視主頻電視劇《燦爛時光》裡傅小芸所飾演的角色即是影射丁窈窕。2016年2月25日，自由臺灣黨群眾在中正紀念堂牆壁上以紅漆噴上丁窈窕、陳文成、陳澄波、鄭南榕等名字，他們說，這些人才是真正需要紀念的人，不該紀念蔣介石。2017年2月10日臺南女中校務會議，全體代表無條件通過移除「丁窈窕樹」前的蔣介石銅像，於次月11日執行，送至永康區眷村文化園區。

## 家族
- 郭倍宏（外甥）
- 兄弟丁振文、丁振武、丁振嵩、吳子弼。

## 外部連結
- Herng-Shwu Jan〈父親的紅粉知己～ 逝世六十週年追思〉（页面存档备份，存于）